# 天満警察署
天満警察署（てんまけいさつしょ）は、大阪府警察が管轄する警察署の一つ。
大規模警察署であり、署長は警視正である。
現地建替していた新庁舎は、2017年（平成29年）8月31日竣工、同年9月25日午前9時業務開始した。

## 所在地
- 大阪市北区西天満一丁目12番12号
  - Osaka Metro御堂筋線　淀屋橋駅
  - Osaka Metro堺筋線　北浜駅
  - 京阪本線淀屋橋駅及び北浜駅
  - 京阪中之島線なにわ橋駅

## 管轄区域
- 大阪市北区のうち

- 梅田（国道1号梅田新道交差点・国道2号・桜橋駐車場・北新地駅のみ）
- 紅梅町
- 末広町
- 菅原町
- 曾根崎新地一丁目・二丁目
- 天神西町
- 天神橋一丁目 - 三丁目
- 天満一丁目 - 四丁目
- 天満橋一丁目 - 三丁目
- 同心一丁目・二丁目
- 堂島一丁目 - 三丁目
- 堂島浜一丁目・二丁目
- 中之島一丁目 - 六丁目
- 西天満一丁目 - 六丁目
- 東天満一丁目・二丁目
- 松ケ枝町
- 南森町一丁目・二丁目
- 与力町

ただし、天満駅構内は曽根崎警察署の管轄である。

## 沿革
- 新庁舎完成までは、仮庁舎（大阪市北区南扇町6番3号）にて業務していた。ただし仮庁舎のあった大阪市北区南扇町は曽根崎警察署の管轄地域である。 2020年5月現在は駐車場となっている。

## 交番
- 大江橋交番（大阪市北区西天満二丁目5番1号）
- 天神橋北交番（大阪市北区天神橋一丁目3番5号）
- 南森町交番（大阪市北区南森町二丁目1番4号）
- 渡辺橋交番（大阪市北区堂島浜二丁目1番1号）